# Parkia ulei
Parkia ulei là một loài thực vật có hoa trong họ Đậu. Loài này được (Harms) Kuhlm. miêu tả khoa học đầu tiên.